# 畠山彩奈
畠山 彩奈（はたけやま りな、2002年6月20日 - ）は、日本の女優、元子役である。埼玉県出身。キャロット所属。過去にはイトーカンパニーに所属していた。旧芸名は畠山 あやな（はたけやま あやな）。

## 略歴
2006年に子役デビュー。2008年に公開された実写版『火垂るの墓』で節子を演じた。舞台挨拶では、叔母役の松坂慶子に怒られるシーンで本気で泣いてしまった事を明かした。 
2010年8月、絵本作家サトシンとユニット「サトシン＆りな」を組んで歌手デビュー。デビュー曲「きみのきもち」は、NHK『みんなのうた』の放送楽曲になった。
2019年6月をもって、3年間在籍したイトーカンパニーを退所した。

## 出演

### テレビドラマ
- Dr.コトー診療所2006（2006年10月12日 - 12月21日、フジテレビ） - 坂野千賀 役
- きらきら研修医 第6話（2007年2月15日、TBS） - 向井明美 役
- はだしのゲン 前編（2007年8月10日、フジテレビ）
- 法の庭（2007年8月17日、フジテレビ）
- 24時間テレビドラマスペシャル みゅうの足パパにあげる（2008年8月31日、日本テレビ） - 山口みゅう 役
- 春さらば〜おばあちゃん天国に財布はいらないよ〜（2009年3月25日、テレビ東京） - 新城まゆ 役
- 土曜ワイド劇場 遺品の声を聴く男（2009年5月16日、朝日放送） - 野村真紀（幼少期） 役
- 連続テレビ小説 つばさ 第8週 - 最終週（2009年5月18日 - 9月26日、NHK） - 真瀬優花 役
- ダンディ・ダディ?〜恋愛小説家・伊崎龍之介〜 最終話（2009年9月3日、テレビ朝日） - 後藤美羽（幼少期） 役
- コールセンターの恋人 第9話 - 第10話（2009年9月4日 - 11日、朝日放送 / テレビ朝日） - 青山響子（幼少期） 役
- シスター（2009年12月11日 - 18日、NHK） - 小田桐由比（幼少期） 役
- 臨月の娘（2010年3月6日、テレビ朝日） - 真野千鶴（幼少期） 役[3]
- 八日目の蝉 第3話（2010年4月13日、NHK） - 永井千草（少女期） 役[4]
- 四十九日のレシピ 第1話（2011年2月15日、NHK） - 遠藤百合子（幼少期） 役
- CO 移植コーディネーター 第2話 - 第4話（2011年3月27日 - 4月10日、WOWOW） - 奥居梨花 役
- JIN-仁- 完結編 第4話 - 第5話（2011年5月8日 - 15日、TBS） - お初 役
- ブルドクター 第10話（2011年9月7日、日本テレビ） - 武田美亜（幼少期） 役
- ラストマネー -愛の値段- 第5話（2011年10月11日、NHK） - 奥居千里 役
- 開拓者たち 第1話（2012年1月1日、NHK BSプレミアム） - 阿部富枝（幼少期） 役
- 鍵のかかった部屋 第9話（2012年6月11日、フジテレビ） - 八田美沙 役
- 金田一少年の事件簿 香港九龍財宝殺人事件（2013年1月12日、日本テレビ） - 楊蘭（ヤン・ラン。幼少期） 役
- 警部補 矢部謙三2（2013年7月5日 - 8月30日、テレビ朝日） - 御手洗未来 役
- 水曜ミステリー9 特命おばさん検事! 花村絢乃の事件ファイル3（2014年9月3日、テレビ東京） - 花村絢乃（幼少期） 役
- ドルアニドラマシリーズ「春夏秋冬 -ひととせ-」（2022年7月31日・9月25日 - 10月30日、チバテレ） - 宮川夏菜 役

### WEBドラマ
- 神児遊助のげんきのでる恋 第12話（2009年9月1日、BeeTV） - 琴音 役

### 映画
- 火垂るの墓（2008年7月5日、パル企画） - 節子 役
- 20世紀少年（東宝） - 遠藤カンナ（幼少期） 役
  - <第1章> 終わりの始まり（2008年8月30日）
  - <第2章> 最後の希望（2009年1月31日）
  - <最終章> ぼくらの旗（2009年8月29日）
- あしたのジョー（2011年2月11日、東宝） - サチ 役
- 八日目の蝉（2011年4月29日、松竹） - 安藤千草（幼少期） 役
- 映画 妖怪人間ベム（2012年12月15日、東宝） - 上野みちる 役
- トリック劇場版 ラストステージ（2014年1月11日、東宝） - 御手洗未来 役

### CM
- NTTフレッツ フレッツオン（2007年）
- LOTTE キシリトールガム（2014年）

### スチール
- ベネッセコーポレーション 「ボンメルシィ! リトル」夏号（2006年）
- 白夜書房 「Audition」6月号（2009年）
- 価格.com「SoftBank 学割」（2020年、ウェブ）[5]

### MV
- Aimer 「Re:pray」（2011年12月14日）
- Mr.Children 「足音 〜Be Strong」（2014年1月19日）